# 井伊家伝記
『井伊家伝記』（いいけでんき）は、井伊氏の始祖とされる平安時代の井伊共保の出生から、戦国時代の井伊一族の活躍、その後の龍潭寺と大名井伊氏とのかかわりについてまで、龍潭寺周辺に伝わる伝承をもとに記された家伝である。
著者は遠江国井伊谷龍潭寺の九世住職である祖山法忍（そさん ほうにん）。江戸時代中期の享保15年（1730年）に完成。

## 概要
乾冊は全35話、坤冊は全29話からなる。乾冊には、井伊家の元祖と伝える共保の出生伝承、戦国時代の井伊直平とその子孫の活躍、井伊直政の幼少期までが叙述される。坤冊には、直政が徳川家康に仕えて以降の直政の活躍と、著者である祖山が隣村の寺と争って「井伊共保出生の井」の権益を勝ち取り、彦根藩主に働きかけて寄進を受けるようになったことが記される。
そこでは、共保が井戸より出生したという伝承に基づき、龍潭寺で毎年元旦に「生湯」「生粥」を共保の位牌に献じる祭礼を続けているとし、龍潭寺が井伊家先祖を供養してきた歴史を主張する。戦国時代の井伊家が繁栄したのは、共保に対して供養を積んできたためであり、江戸時代の彦根藩主も共保のために供養を積むのがよいと述べる。つまり、龍潭寺へ共保供養のために援助するよう促すのが主張の根底にみられる。
戦国時代の井伊氏の歴史は、『静岡県史』で収集されたわずかな数の地元の古文書以外は、『井伊家伝記』以外には手掛かりがなく、この史料を根拠に語られる部分が多い。例えば、井伊直盛の娘である次郎法師（直虎）が「女地頭」であることや、彼女が叔従父の井伊直親と許嫁であったことなどは、唯一この史料で述べられている。

### 成立
奥書によると、享保15年（1730年）成立。彦根藩家老の木俣半弥からの所望により著したという。
祖山は、正徳元年（1711年）、隣村の神宮寺村にある正楽寺との間で「井伊共保出生の井」の権益をめぐって対立し、幕府寺社奉行へ訴訟を起こしているが、その際、祖山は彦根藩と与板藩の両井伊家を頼って、勝訴を勝ち取った。その際、戦国時代の井伊氏の歴史やそこに龍潭寺が深くかかわってきたことを述べて、信頼を得た。この時、龍潭寺の由緒を記して井伊家や寺社奉行へ提出しているが、その内容をベースとして、後に『井伊家伝記』としてまとめられた。

### 諸本
原本の現存は、確認できていない。写本のうち、彦根藩に提出したものに最も近いと思われる乾坤2冊本は、彦根城博物館所蔵（井伊家伝来典籍）。龍潭寺には、2種類の写本が伝わる（いずれも2冊本）。そのうち1種類の写本は最後の1丁が失われている。この失われた状態で筆写されたものとして、静岡県立中央図書館所蔵の2種類、彦根市立図書館所蔵の写本（井伊谷の二宮神社神主の中井直恕による注釈が書き込まれており、また、本文の人名表記などに改変がみられる）などがある。
個人所蔵本をもとに、現代語訳を活字化したものとして、たちばな会『井伊家傳記』（2000年）がある。

## 信憑性
誤伝を含む地元の言い伝え等をもとにして叙述されており、史実とはいいがたい点もある。
『井伊家伝記』では井伊直平が引馬城12万石の城主とするが、これは明らかに誤伝である。そのほか、戦国時代の龍潭寺住職の南渓瑞聞を井伊直平の男子とするが、これも龍潭寺に現存する過去帳の記述に基づいて、南渓が当主不在時期の井伊家に深く関与したことを違和感なく表現するため、実子とされた可能性が考えられている。また、直親を次郎法師（直虎）の婿に迎える話も、直親が信州に逃れた天文13年（1544年）時点で、直親は9歳、次郎法師（直虎）の父直盛は19歳であり、この時次郎法師（直虎）は生まれていたとしても、判断力のある年齢ではないため、史実ではなく創作されたものと考える説がある。しかし、当時は当人同士が幼少のうちに婚約が成立する例も多かったため、一概に創作であるとも断定できない。